# دهستان عسلویه
دهستان عسلویه، یکی از دهستان‌های بخش مرکزی شهرستان عسلویه در استان بوشهر ایران است. مرکز این دهستان، شهر بندر عسلویه است.

## جمعیت
بر پایه سرشماری عمومی نفوس و مسکن در سال ۱۳۹۵، جمعیت دهستان عسلویه برابر با ۴٬۵۹۰ نفر بوده‌است.